# Camillo Öhlberger
Camillo Öhlberger (* 28. Mai 1921 in St. Pölten; † 12. Juni 2013 in Wien) war ein österreichischer Fagottist, Mitglied der Wiener Philharmoniker und Autor.

## Leben
Bereits vor der Matura am Humanistischen Gymnasium in St. Pölten erhielt er an der damaligen Wiener Musikakademie von seinem Bruder Karl Öhlberger (1912–2001; von 1936 bis 1974 Fagottist der Wiener Philharmoniker) Fagottunterricht. Nach der Matura studierte Öhlberger 1940/41 Germanistik und Musikwissenschaften an der Universität Wien, 1949 schloss er das Fagottstudium mit Diplom ab.
Am 1. Dezember 1945 trat er als Fagottist ins Orchester der Wiener Staatsoper ein. Ab 1. September 1957 war Öhlberger Mitglied der Wiener Philharmoniker und trat am 1. November 1977 in den Ruhestand.
Zwischen 1966 und 1992 lehrte er auch an der Wiener Musikhochschule, 1977 wurde er außerordentlicher Professor, ab 1982 führte Öhlberger als ordentlicher Professor eine Klasse im Konzertfach Fagott. Zu seinen Schülern zählte unter anderem Peter Marschat.

Grabstätte von Camillo Öhlberger

Öhlberger starb am 12. Juni 2013 im Alter von 92 Jahren in Wien und wurde am 26. Juni 2013 am Baumgartner Friedhof (Gruppe 8, Nummer 452) bestattet.
Die Söhne von Camillo Öhlberger sind ebenfalls Musiker. Sohn Reinhard (* 1950) war bis 2015 ebenfalls Fagottist der Wiener Philharmoniker, Sohn Alexander (* 1956) ist Oboist der Wiener Philharmoniker.

## Auszeichnungen
- 1965: Verleihung des Berufstitels Professor[1]
- 1976: Jakob-Prandtauer-Preis für Wissenschaft und Kunst der Stadt St. Pölten
- 1996: Goldenes Verdienstzeichen der Republik Österreich
- Ehrenzeichen für Verdienste um das Bundesland Niederösterreich
- Goldene Ehrenmedaille der Bundeshauptstadt Wien

## Publikationen
- Österreichische Verlagsanstalt, Wien 1972: Vienna, Weanarisch oder Philharmonische Seitensprünge: Gedichte u. Balladen
- Österreichische Verlagsanstalt, Wien 1973: Sonnenuhr und Wetterhahn: Gedichte und Balladen
- Österreichische Verlagsanstalt, Wien 1975: Hinter der Oper : neue philharmonische Seitensprünge; Gedichte u. Balladen
- Niederösterreichisches Pressehaus, St. Pölten 1992: Philharmonische Capriolen: Heiteres von Dirigenten, Musikern und Instrumenten. ISBN 3-85326-959-1
- Ueberreuter, Wien 1993: Neue Philharmonische Capriolen: Heiteres von Dirigenten, Musikern und Instrumenten. ISBN 3-8000-3507-3
- Ueberreuter, Wien 1996: Philharmonische Eskapaden: Heiteres von Komponisten, Dirigenten und Musikern. ISBN 3-8000-3625-8